# Colin Angus

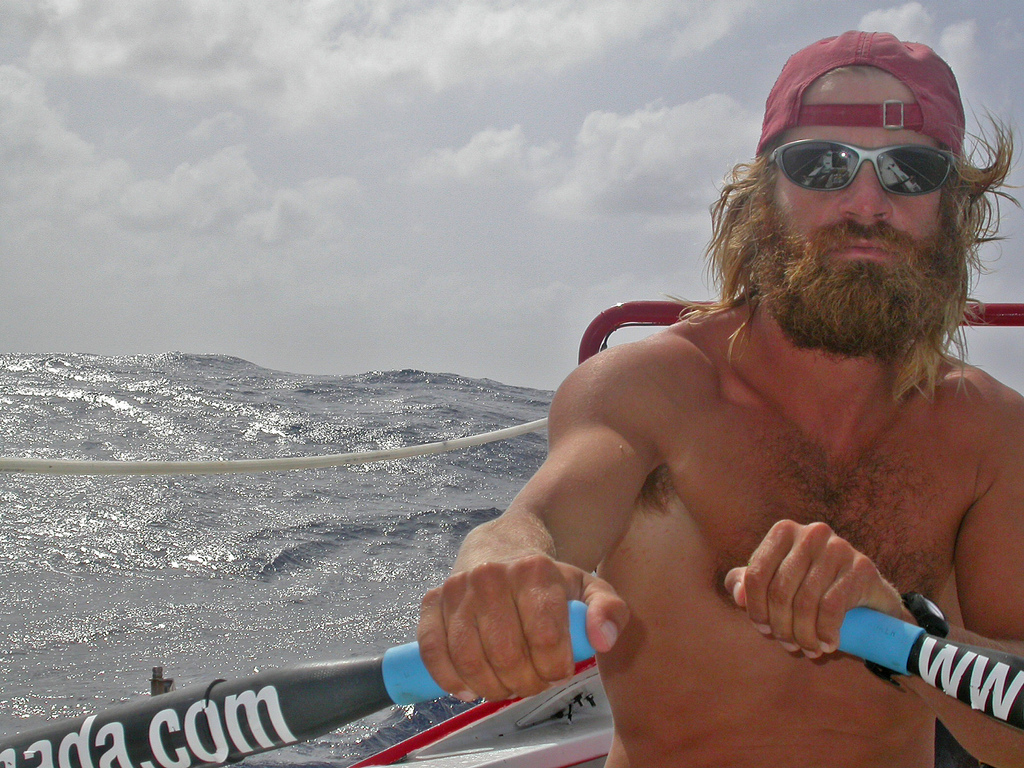
Colin Angus rudert über den Atlantik

Colin Angus (* 1971 in Victoria, British Columbia) ist ein kanadischer Abenteuerreisender.
Er umrundete zwischen 2002 und 2004 als erster Mensch nur mit Hilfe von Muskelkraft die Erde (zu Fuß, per Fahrrad, Kajak und Ruderboot). Die zurückgelegte Strecke umfasste mehr als 43.000 Kilometer: von Vancouver über Sibirien, Europa, den Atlantik, Mittelamerika zurück an den Ausgangsort. Begleitet wurde der Abenteurer dabei anfangs von Partner Tim Harvey, von dem er sich in Sibirien im Streit trennte. Ab Europa wurde Angus stattdessen von seiner Verlobten Julie Wafaei begleitet, mit der er gemeinsam den Atlantik überquerte. Tim Harvey gelang separat von Angus ebenfalls die Erdumrundung, seine deutlich längere Route führte aber auch durch Afrika und Südamerika. Der Abenteurer Jason Lewis, der 2007 ebenfalls eine solche Erdumrundung abschloss, bestritt die Erstumrundung der Welt durch Angus, weil dieser sich ausschließlich auf der Nordhalbkugel bewegt hatte und keine Antipodenpunkte durchquert hatte. Angus erlitt während seiner Reise auch eine behandlungsbedürftige Verletzung, die in Kanada behandelt werden musste, bevor er seine Reise wieder fortsetzte.
Von National Geographic zum „Abenteurer des Jahres“ ernannt, dokumentierte Angus seine Tour in seinem Buch Einmal um die ganze Welt – Wie uns die erste Erdumrundung allein mit Muskelkraft gelang. Er unternahm seither gemeinsam mit seiner Frau Julie Angus weitere Reisen; und verfasste weitere Bücher, darunter Amazonas extrem, Lost in Mongolia – Rafting the World's Last Unchallenged River über seine Expedition entlang des Jenissei, Rowed Trip, From Scotland to Syria by Oar und Olive Odyssey.